# تجربه‌ای در وحشت
تجربه‌ای در وحشت (انگلیسی: Experiment in Terror) فیلمی به کارگردانی بلیک ادواردز محصول سال ۱۹۶۲ کشور ایالات متحده آمریکا است. گلن فورد، لی رمیک، استفانی پاورز و راس مارتین از جمله بازیگران این فیلم هستند..